# Ângela Sousa
Ângela Maria Correa de Sousa (Ilhéus, 15 de dezembro de 1952) é uma política brasileira.
Foi vice-prefeita de Ilhéus no governo Jabes Ribeiro e candidata derrotada à prefeitura em 2004 (ficou em 3º lugar).
Foi eleita deputada estadual em 2006, a única representante da cidade, com cerca de 27 mil votos. Outros candidatos, como Jabes Ribeiro e Luciana Reis ultrapassaram a marca de 35 mil votos e por conta da legenda não foram eleitos.
Foi reeleita para o cargo na Assembléia Legislativa da Bahia em 2010, com mais de 40 mil votos.